# Dragomir Stan
Dragomir Stan este un fost senator român în legislatura 1992-1996 ales în județul Teleorman pe listele partidului FDSN. Dragomir Stan a demisionat din Senat la data de 9 septembrie 1993 și a fost înlocuit de senatorul Ion Culcea. Dragomir Stan a fost membru în comisia pentru agricultură, silvicultură și dezvoltare rurală.

## Legaturi externe
- Dragomir Stan la cdep.ro